# Teatre d'operacions d'Àfrica (1914-1918)
El Teatre d'operacions d'Àfrica va ser l'escenari de les batalles realitzades a Àfrica entre les forces de la Triple Entesa i les de les Potències Centrals durant la Primera Guerra Mundial.
El teatre africà de la Primera Guerra Mundial se subdivideix en una sèrie de campanyes, geogràficament separades, amb l'objectiu de conquerir les colònies de l'Imperi alemany. En particular, les accions militars es van realitzar a Togolàndia, Kamerun, Àfrica Oriental Alemanya i Àfrica Sud-occidental Alemanya, que es van lliurar entre la Schutztruppe (força de protecció) i els moviments de resistència locals, contra les forces de l'Imperi Britànic, França, Bèlgica, Portugal i Itàlia. Les colònies alemanyes van ser ocupades pels exèrcits de l'Entesa en els dos primers anys de la guerra amb l'excepció d'Àfrica Oriental, que es va mantenir fins al novembre de 1918.
Altres accions limitades van tenir lloc al nord d'Àfrica, junt amb rebel·lions locals contra el domini colonial europeu instigades pels imperis alemany i otomà.

## Antecedents
Les colònies alemanyes africanes van ser adquirides durant la dècada de 1880 i no estaven ben defensades. A més, van ser envoltades per territoris controlats per l'Imperi Britànic, França, Bèlgica i Portugal.

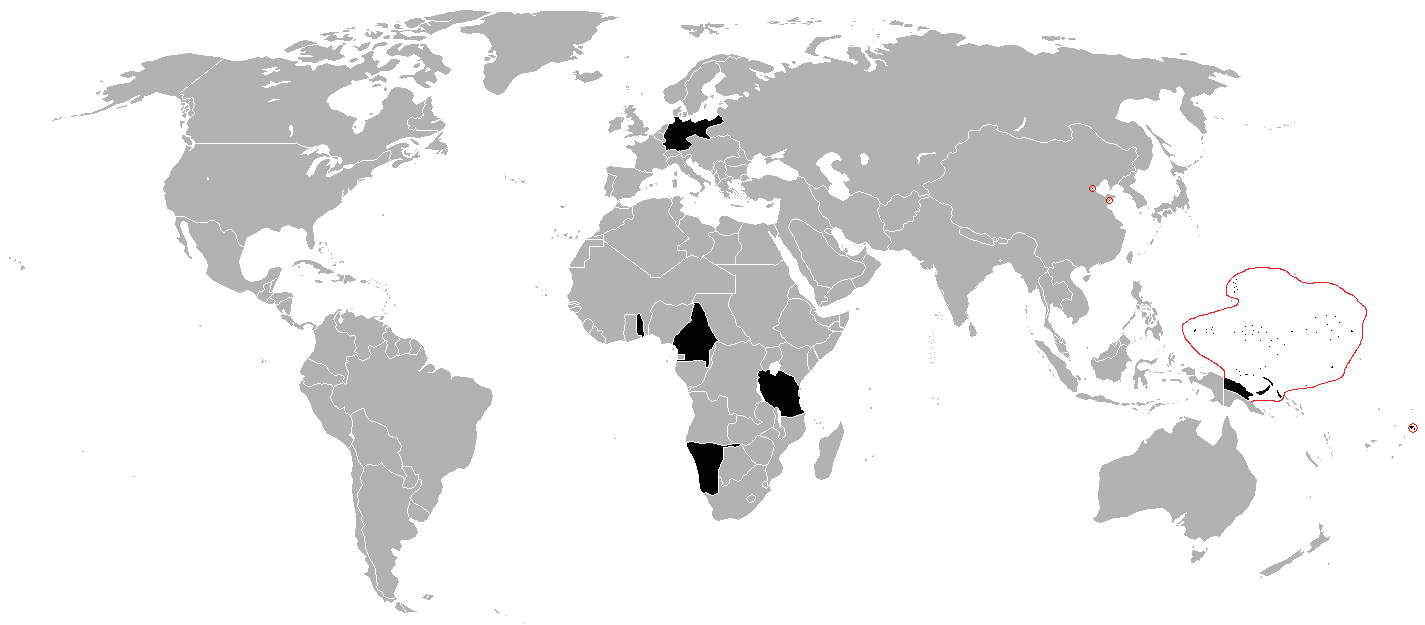
Colònies alemanyes, 1914

Les forces militars colonials d'Àfrica eren relativament petites, mal equipades i s'havien creat per a mantenir l'ordre intern, en comptes de per a dur a terme operacions militars contra altres forces colonials. La major part de la guerra europea a Àfrica durant el segle segle xix s'havia dut a terme en contra de les societats africanes per a esclavitzar la gent i conquerir el territori.
A la Conferència de Berlín de 1884 es va decidir que les colònies europees a Àfrica fossin neutrals si esclatava una guerra a Europa; el 1914 cap de les potències europees tenien plans per a desafiar als seus rivals pel control de les colònies d'ultramar. Quan la notícia de l'esclat de la guerra va arribar als colons europeus a Àfrica, van demostrar poc entusiasme en comparació amb els habitants de la metròpoli. Un editorial de l'East African Standard del 22 d'agost, va sostenir que els europeus que s'estaven a Àfrica no havien de lluitar entre si, però que havien de col·laborar per a mantenir la repressió de la població indígena. La guerra era en contra dels interessos dels colons blancs perquè eren pocs en nombre, moltes de les conquestes europees eren recents, inestables i funcionaven a través d'estructures locals de poder existents, i l'organització del potencial econòmic d'Àfrica amb fins de lucre per a Europa era recent.
El 5 d'agost de 1914, a la Gran Bretanya, el Committee of Imperial Defence (Comité de Defensa Imperial) va establir el principi que s'havia de garantir el domini dels mars, i que només podrien ser considerats objectius si podien ser assolits amb les forces locals i si l'objectiu ajudava a la prioritat de mantenir les comunicacions marítimes britàniques. Les guarnicions de l'exèrcit britànic a l'estranger van tornar a Europa en una «Concentració Imperial». Es van considerar importants els atacs contra les estacions de ràdio i magatzems de carbó alemanys per a aclarir els mars de corsaris alemanys. Els objectius a Tsingtao a l'Extrem Orient, Lüderitz, Windhoek, Douala i Dar es Salaam a l'Àfrica, i una estació de ràdio alemany a Togolàndia, eren vulnerables contra els atacs de forces locals o aliades.

## Nord d'Àfrica
Els senussi de Líbia es van posar de part de l'Imperi Otomà contra l'Imperi Britànic i el Regne d'Itàlia. El 14 de novembre de 1914, el sultà otomà va proclamar el Gihad i va tractar de crear una distracció per a treure les tropes britàniques de la campanya del Sinaí i Palestina. L'estat italià desitjava preservar els èxits aconseguits en la guerra ítalo-turca. La campanya dels Senussi va tenir lloc al nord d'Àfrica, des del 23 de novembre de 1915 fins al febrer de 1917.
Més a l'oest, els habitants de les zones recentment conquistades o confiscades a l'Imperi Otomà per les potències europees van explotar les condicions inestables causades per la guerra a Europa per a recuperar el control de les seves terres. Van tenir lloc aixecaments al Marroc i Níger contra els colons francesos, alguns dels quals van perdurar enllà de la Primera Guerra Mundial.
Al Sudan, les hostilitats van tenir lloc entre els anglo-egipcis contra el sultà de Darfur, perquè els britànics van creure que el sultà tenia la intenció d'envair Egipte, sincronitzat amb les operacions dels senussi a la frontera occidental. Les operacions pels britànics es van dur a terme amb un petit nombre d'homes equipats amb vehicles de motor, aeronaus i ràdio, que van multiplicar la seva eficàcia i els van permetre sovint sorprendre els seus enemics per la velocitat de les seves maniobres.

### La guerra dels Zaian, 1914 - 1921
La Guerra dels Zaian es va lliurar entre França i la Confederació Zaian de les tribus amazigues del Marroc entre 1914 i 1921.

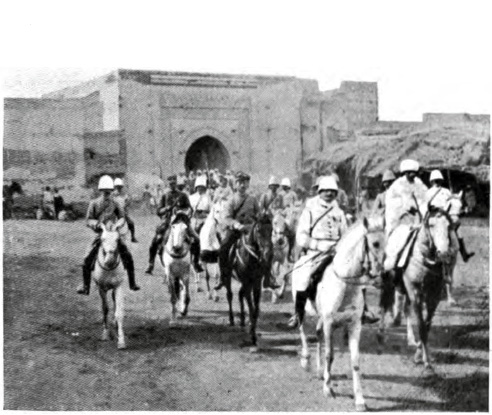
Tropes franceses en
Marràqueix, 1912

Marroc era un protectorat francès des del 1912 i l'exèrcit francès es va estendre la influència francesa cap a l'est a través de les muntanyes de l'Atles Mitjà, cap a l'Algèria francesa. El Zaians, dirigits per Mouha ou Hammou Zayani, van perdre ràpidament les ciutats de Taza i Khenifra però van reeixir infligir nombroses baixes als francesos, que van respondre mitjançant l'establiment de grups mòbils, formacions de tropes combinades que barrejaven regulars i irregulars d'infanteria, cavalleria i artilleria.
El 1914 els francesos tenien 80.000 tropes al Marroc. Dos terços es van retirar entre 1914 i 1915 per a lluitar a França, i més de 600 soldats francesos van morir en la batalla d'El Herri el 13 de novembre de 1914.
Lyautey, el governador francès, va reorganitzar les forces i va realitzar una política ofensiva en lloc d'una de defensa passiva. Els francesos va conservar la major part del seu territori, malgrat el suport financer de les Potències Centrals a la Confederació Zaian i de les incursions que va causar grans pèrdues a les tropes franceses.

### La campanya dels Senussi, 1915 - 1917
El 6 de novembre, el submarí alemany U-35 va torpedinar i enfonsar el vaixell HMS Tara en la badia de Sallum. Mentre estava a la superfície, l'U-35 va enfonsar el vaixell canoner de la guàrdia costanera Abbas i va danyar greument al Nur el Bahr amb el seu canó de coberta.
El 14 de novembre, els senussi van atacar una posició egípcia a Sallum. A la nit del 17 de novembre, un grup de senussi van obrir foc a Sallum mentre un altre va tallar la línia de telègraf de la costa. Durant la nit següent, uns tres cents muhafizia van ocupar un monestir a Sidi Barrani, a 75 km més enllà de Sallum. A la nit del 19 de novembre, un guardacostes va ser assassinat. El 20 de novembre, va ser atacat un lloc d'Egipte, a 48 km a l'est de Sallum. Els britànics es van retirar de Sallum cap a Marsa Matruh, a 190 km més a l'est, on havia una base amb millors instal·lacions i es va crear la Western Frontier Force (la Força Fronterera Occidental). 

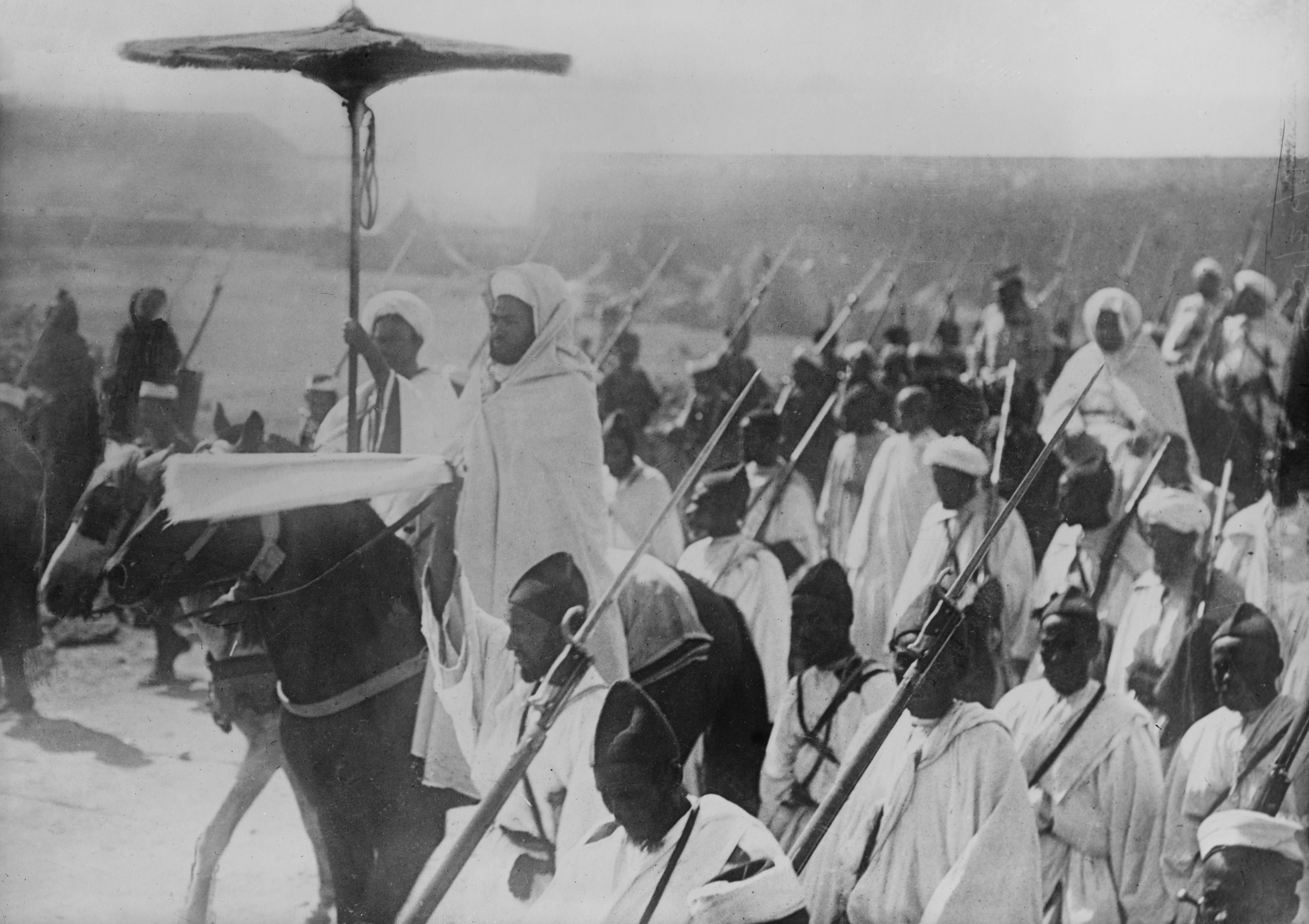
Senussi dirigint-se cap a Egipte
per a lluitar contra els britànics

L'11 de desembre, una columna britànica que va ser enviada a Duwwar Hussein, va ser atacada en la carretera de Marsa Matruh-Sallum pels senussi. El reconeixement va continuar i, el 13 de desembre, els britànics van ser atacats de nou a Wadi Hasheifiat. Els britànics van tornar a Marsa Matruh el 25 de desembre i posteriorment van fer un avanç durant la nit per a sorprendre els Senussi. A Wadi Majid, els senussi van ser derrotats, però van ser capaços de retirar-se cap a l'oest. Un reconeixement aeri va trobar més campaments senussi a la rodalia de Marsa Matruh, a Halazin, que van ser atacats el 23 de gener. Els senussi es van retirar amb habilitat i després van tractar d'envoltar els flancs britànics; aquests van ser empesos cap enrere, però el centre va poder avançar i va derrotar el cos principal dels senussi, que de nou es van retirar.
Al febrer de 1916, la Western Frontier Force va ser reforçada i una columna britànica va ser enviada a l'oest, al llarg de la costa, per tornar a capturar Sallum. Un reconeixement aeri va descobrir un campament senussi a Agagia, que va ser atacat en la batalla d'Agagia, el 26 de febrer. Els senussi van ser derrotats i es van retirar, però van ser interceptats pel Dorset Yeomanry; el Yeomanry va fer una càrrega a través del camp obert, reforçat pel foc de metralladores i de fuselleria. Els britànics van perdre la meitat dels seus cavalls i 58 dels 184 homes, però van impedir que els senussi fugissin. Jaafar Pasha, el comandant de les forces senussi a la costa, va ser capturat i el 14 de març de 1916, les forces britàniques van recuperar Sallum.
L'11 de febrer de 1916, els senussi i el sàyyid Àhmad aix-Xarif van ocupar l'oasi de Bahariya, que després va ser bombardejat per avions britànics. Al mateix temps, els senussi van ocupar l'oasi de Farafra i al 27 de febrer es van traslladar a l'oasi de Dakhla. Els britànics van respondre en formar la Southern Force (Força Sud) a Bani Suwayf. Els oficials egipcis de l'oasi de Kharga es van retirar i va ser ocupat pels senussi, fins que es van retirar sense ser atacats. El britànics va tornar a ocupar l'oasi el 15 d'abril i van començar a ampliar la terminal del tren lleuger de l'oasi de kharga fins a l'oasi de Moghara. El Imperial Camel Corps australià patrullava amb camells i automòbils lleugers Ford per a tallar la retirada dels senussi a la vall del Nil. La guarnició senussi va detectar els preparatius per a atacar l'oasi de Bahariya i es va retirar a l'oasi de Siwa a principi d'octubre. La Southern Force va atacar els senussi a l'oasi de Dakla (17-22 d'octubre), i els senussi es van retirar a la seva base a Siwa.
El gener de 1917, una columna britànica formada per la Brigada de vehicles lleugers blindats, amb automòbils Rolls-Royce blindats, i tres patrulles cotxes lleugers, va ser enviada a Siwa. El 3 de febrer, els vehicles blindats van sorprendre els senussi a l'oasi de Girba i els van fer front. Siwa va ser ocupat el 4 de febrer sense oposició. Els britànics van fer una emboscada al pas de Munassib', però no va tenir èxit degut al cingle massa vertical per als vehicles blindats. Els cotxes lleugers van poder baixar el cingle i van capturar un comboi el 4 de febrer. L'endemà, els senussi de Girba van ser interceptats, però es van situar a un lloc on els cotxes no van poder arribar i després van avisar a la resta dels senussi. La força britànica va tornar a Marsa Matruh el 8 de febrer, i el sàyyid Àhmad es va retirar cap a Al-Jaghbub.
Les negociacions entre el sàyyid Idrís i els anglo-italians que havien començat a final de gener, es van accelerar per la notícia de la derrota senussi a Siwa. El 12 d'abril, a Akramah, el sàyyid Idrís va acceptar els termes de pau dels britànics.

### La campanya de Darfur, 1916
L'1 de març de 1916, van començar les hostilitats entre el govern sudanès i el sultà de Darfur.

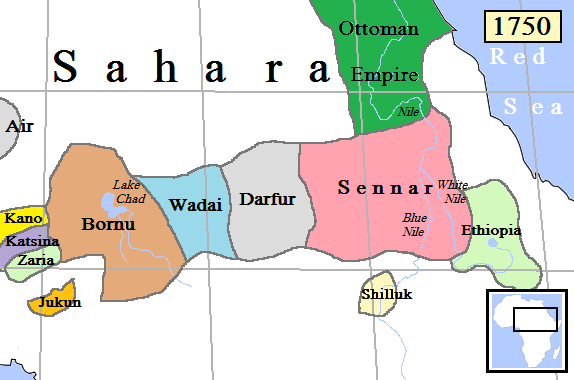
Localització del Sultanat del Darfur

La campanya anglo-egípcia de Darfur es va dur a terme per evitar una suposada invasió del Sudan i d'Egipte pel líder de Darfur, el Sultà Ali Dinar, ja que es creia que s'havia sincronitzat amb els Senussi per a atacar Egipte des de l'oest. El sirdar (comandant) de l'exèrcit egipci, va organitzar una força d'al voltant de dos mils homes a Rahad, a 320 km a l'est de la frontera de Darfur. El 16 de març, la força va travessar la frontera amb camions a partir d'una base d'avançada establerta a Nahud, a 140 km de la frontera, amb el suport de quatre avions. Al maig, la força estava prop de la capital sudanesa d'Al-Fashir. En la batalla de Beringia del 22 de maig, l'exèrcit fur va ser derrotat i, l'endemà, la força anglo-egípcia va capturar la capital. Ali Dinar i dos mil seguidors l'havien abandonat abans de la seva arribada, i mentre es dirigien cap al sud van ser bombardejats des de l'aire.
Les tropes franceses al Txad, que havien tornat de la campanya de Kamerun, els van impedir la retirada cap a l'oest de Darfur. Ali Dinar es va retirar a les muntanyes Marra, a 80 km al sud d'Al-Fashir, i va enviar emissaris a discutir els termes, però els britànics van abusar del seu poder i l'1 d'agost es va posar fi a les converses. Les dissensions internes redueixen la força d'Ali Dinar fins a prop de mil homes, i les tropes d'avançada anglo-egípcies els van poder expulsar d'Al-Fashir, cap a l'oest i al sud-oest, després de les pluges d'agost. Una escaramussa va tenir lloc a Dibbis el 13 d'octubre i Ali Dinar va obrir de nou les negociacions, però els britànics van sospitar que anava de mala fe. Ali-Dinar va fugir cap al sud-oest de Gyuba i els britànics el van perseguir amb una petita força. A la matinada del 6 de novembre, els anglo-egipcis van atacar en la batalla de Gyuba i els seguidors d'Ali Dinar es van dispersar. El cos del Sultà va ser trobat a 1,6 km del campament. Després de la campanya, Darfur es va incorporar al Sudan.

### La revolta de Kaocen, 1916 - 1917
Ag Mohammed Wau Teguidda Kaocen (1880-1919) l'Amenokal (cap) de la confederació tuareg d'Ikazkazan, va començar atacar les forces colonials franceses a partir de 1909. Els líders Senussi dels oasi del Fezzan van declarar a la ciutat de Kufra la Gihad contra els colons francesos l'octubre de 1914.

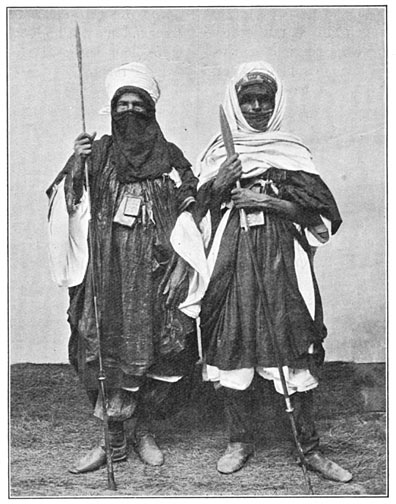
Guerrers tuaregs, 1906

El Sultanat d'Agadez va romandre lleial als francesos i, el 17 de desembre de 1916, Kaocen va atacar la guarnició d'Agadez. Kaocen, el seu germà Mokhtar Kodogo i prop de mil tuaregs, armats amb fusells i canons capturats als italians de Líbia, van derrotar diverses columnes d'auxili franceses. Els tuaregs es va apoderar de les principals ciutats de la zona d'Aïr, incloent Ingall, Assodé i Aouderas. El nord de l'actual Níger va quedar sota control dels rebels durant més de tres mesos.
El 3 de març de 1917, una gran força francesa de la ciutat de Zinder va rellevar la guarnició d'Agadez i va començar a recuperar les ciutats. Es van fer represàlies massives contra la població de la ciutat, especialment en contra dels morabits, malgrat que molts d'ells no eren ni tuareg o rebels. Els francesos van matar sumàriament cent-treinta persones a la via pública d'Agadez i d'Ingal.
Kaocen va fugir al nord i va ser assassinat el 1919 per les forces locals en Murzuch. El germà de Kaocen va ser assassinat pels francesos el 1920 després d'una revolta realitzada junt amb els Tubus i Fulbe en el Sultanat de Damagaram, on va ser derrotat.

## Àfrica Occidental

### Campanya de Togolàndia, 1914
La campanya de Togolàndia (del 6 al 26 d'agost de 1914) va ser una invasió francesa i britànica de la colònia alemanya de Togolàndia, durant la campanya de l'Àfrica occidental de la Primera Guerra Mundial.

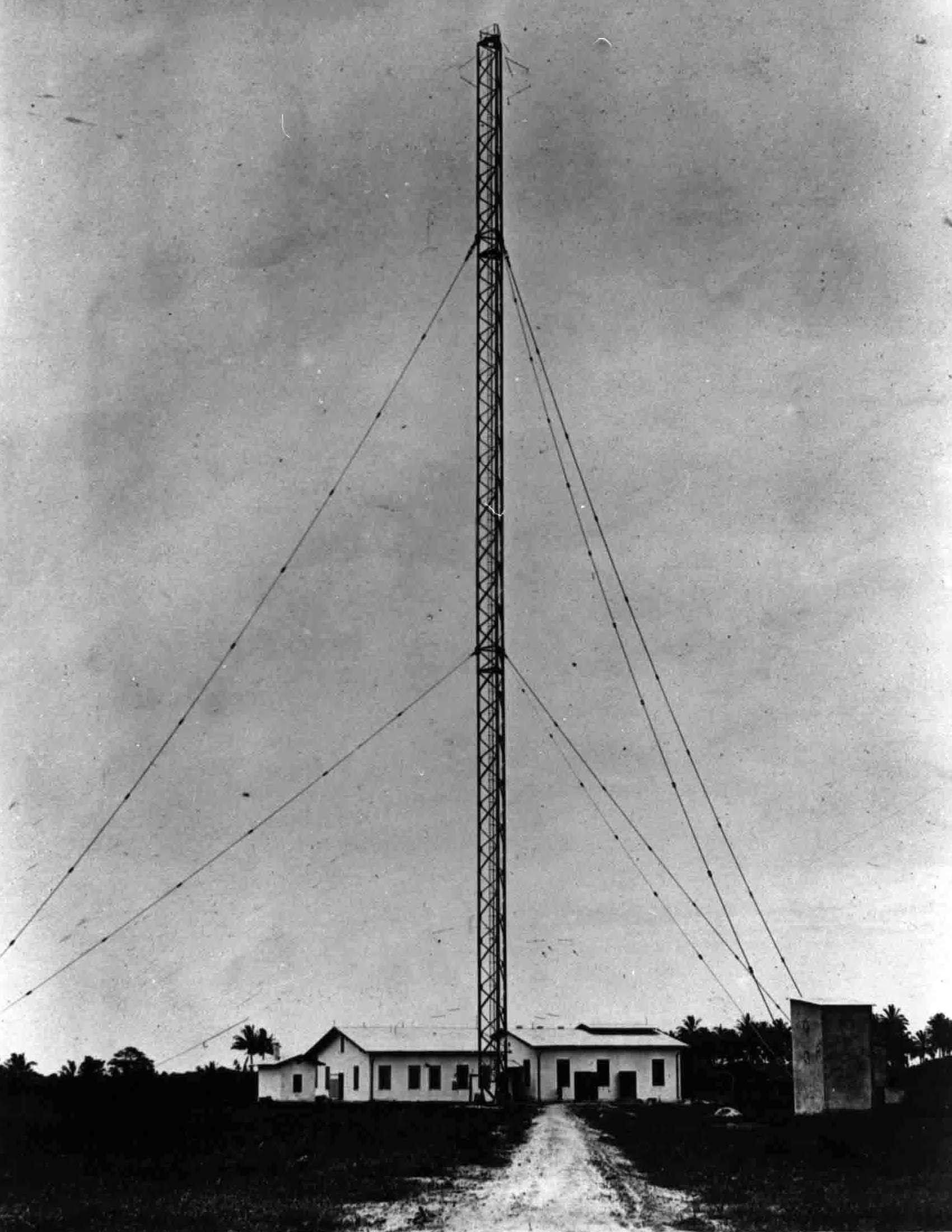
Estació de radiotelegrafia
de Kamina

La colònia va ser envaïda el 7 d'agost de 1914 per les forces britàniques de Costa d'Or des de l'oest, i per les forces franceses de Dahomey, des de l'est. Les forces colonials alemanyes es van retirar de la capital Lomé i de la província costanera, i posteriorment van lluitar en petits combats per a retardar l'avanç de la invasió de la ruta nord, en direcció a Kamina, on hi havia una nova estació de radiotelegrafia, que enllaçava Berlín amb Togolàndia, l'Atlàntic i l'sud d'Amèrica.
La força principal dels britànics i francesos de les colònies veïnes de la Costa d'Or i Dahomey van avançar des de la costa per la carretera i el ferrocarril, i les forces més petites es van reunir a Kamina des del nord. Els defensors alemanys van ser capaços de retardar als invasors durant diversos dies en les batalles de Bafilo, Agbeluvhoe i Chra, però finalment la colònia es va rendir el 26 d'agost de 1914.
El 1916, Togolàndia va ser repartida entre els vencedors. El juliol de 1922, es van crear Togolàndia britànica i Togolàndia francesa, per mandat de la Societat de Nacions. Els francesos van adquirir el 60% de la colònia, inclosa la costa. El britànics van rebre la part més petita, menys poblada i menys desenvolupada de Togolàndia, cap a l'oest.
La rendició de Togolàndia va marcar el principi de la fi de l'imperi colonial alemany.

### Campanya de Kamerun, 1914 - 1916
Per el 25 d'agost de 1914, les forces britàniques de Nigèria s'havien desplaçat a Kamerun cap a Mora a l'extrem nord, cap a Garoua al centre i cap a Nsanakong al sud. Les forces britàniques que dirigien cap a la Garoua sota el comandament del coronel MacLear van rebre l'ordre d'atacar la fronterera Tepe, prop de Garoua.

El primer combat entre les tropes britàniques i alemanyes d'aquesta campanya es va dur a terme en la batalla de Tepe, i va causar la retirada de les tropes alemanyes. Les forces britàniques de l'extrem nord van intentar prendre la fortalesa alemanya de Mora, però van fallar i va començar un setge que va durar fins al final de la campanya. Les forces britàniques al sud van atacar Nsanakong i van ser derrotats i gairebé completament destruïts pels contraatacs alemanys en la batalla de Nsanakong. Posteriorment, MacLear va dirigir les seves forces cap a l'interior, cap al bastió alemany de Garoua, però va ser rebutjats en la Primera batalla de Garoua, el 31 d'agost.

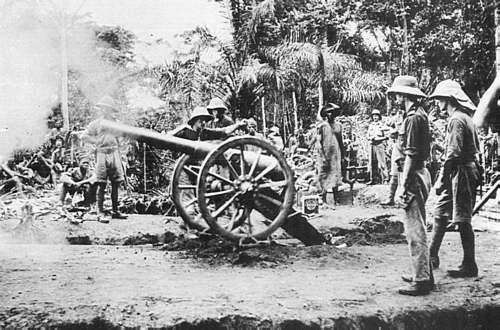
Artilleria britànica en Kamerun, 1915

El 1915, les forces alemanyes, a excepció de les de Mora i Garoua, es van retirar a les muntanyes prop de la nova capital, Yaoundé. A la primavera, van retardar o rebutjar els atacs dels aliats i una força de Garoua, al comandament del capità von Crailsheim, va dur a terme una ofensiva a Nigèria i van lluitar en la batalla de Gurin. Al juny, el general Frederick Hugh Cunliffe va començar la Segona batalla de Garoua, amb resultat d'una victòria britànica. Les unitats aliades al nord de Kamerun van quedar lliures per a empènyer cap a l'interior, on els alemanys van ser derrotats a la batalla de Ngaundéré el 29 de juny. Cunliffe va avançar cap al sud fins a Yaoundé, però va ser retingut per les fortes pluges i la seva força es va replegar a Mora. Quan va millorar el clima, Cunliffe Va anar més al sud, va capturar una fortalesa alemanya a la batalla de Banyo el 6 de novembre, i a final d'any ja havia ocupat diverses ciutats. El desembre, es van trobar les forces de Cunliffe i Dobell, i es van preparar per a dur a terme un assalt a Yaoundé. Durant aquest any, les tropes belgues i franceses van ocupar la major part de Kamerun, i van començar a preparar-se per atacar Yaoundé.
El 23 de desembre de 1915, les forces alemanyes van començar a fugir cap a la colònia espanyola de Río Muni, i amb les forces aliades atacant Yaoundé des de totes bandes, el comandant alemany Carl Zimmermann va ordenar les restants unitats alemanyes i civils de fugir cap a Rio Muni i, a mitjan febrer, al voltant de 7000 Schutztruppen i al voltant de 7.000 civils van arribar a territori espanyol. El 18 de febrer, es va acabar el setge de Mora amb la rendició de la guarnició.
La major part de la població alemanya de Camerun va romandre a Río Muni, però finalment els alemanys se'n van anar cap a Fernando Poo i alguns se'ls va permetre viatjar cap a Espanya i els Països Baixos per tornar a Alemanya. El cap suprem del poble Beti, es va traslladar a Madrid, on va viure com si fos un visitant de la noblesa alemanya.

## Àfrica Sud-occidental
Una invasió d'Àfrica Sud-occidental Alemanya des del sud va fracassar en la batalla de Sandfontein (25 de setembre de 1914), prop de la frontera amb la Colònia del Cap. Els fusellers alemanys van infligir una greu derrota a les tropes britàniques i els supervivents van tornar a territori britànic.

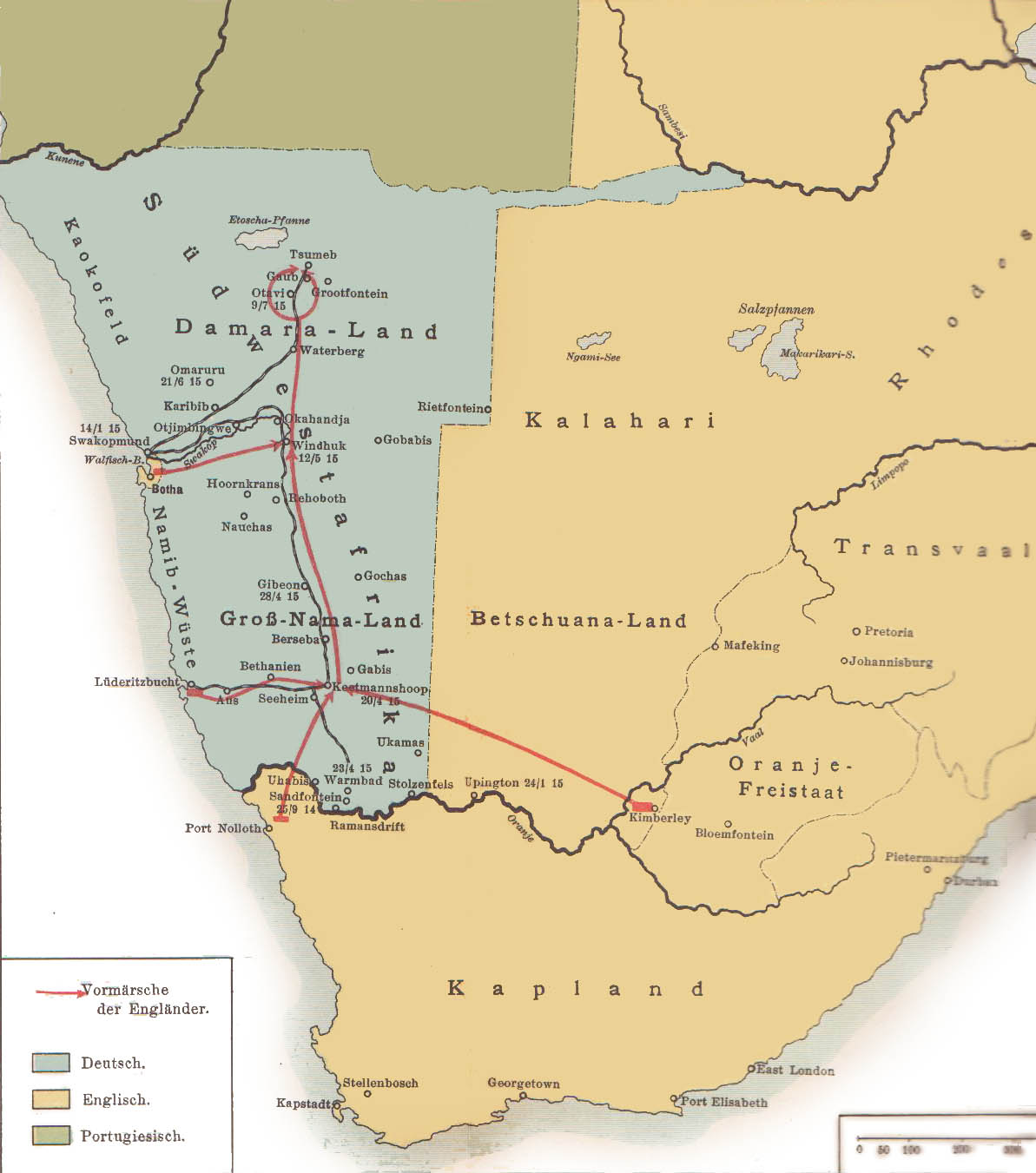
Àfrica Sud-occidental Alemanya, 1915

Els alemanys van començar una invasió de Sud-àfrica per evitar un altre intent d'invasió. La batalla de Kakamas va tenir lloc el 4 de febrer de 1915, entre les forces alemanyes i sud-africanes, una escaramussa pel control de dos guals del riu Orange. Els sudafricans van obtenir el control dels guals del riu.
El febrer de 1915, els sud-africans estaven disposats a ocupar el territori alemany. Botha va posar Jan Smuts al comandament de les forces del sud, mentre que ell va comandar les forces del nord. Botha va arribar a Swakopmund, l'11 de febrer i va continuar avançant amb la seva força d'invasió fins a Walvis Bay, un enclavament de Sud-àfrica a mig camí al llarg de la costa d'Àfrica del Sud-occidental Alemanya. Al març, Botha va començar avançar des de Swakopmund en seguir la vall Swakop amb la seva línia de ferrocarril i va capturar Otjimbingwe, Karibib, Friedrichsfelde, Wilhelmsthal i Okahandja, i després va entrar a Windhuk el 5 de maig de 1915. Els alemanys van oferir els termes de la rendició, però van ser rebutjades per Botha i la guerra va continuar.
El 12 de maig, Botha va declarar la llei marcial i va dividir les seves forces en quatre contingents. Una columna es va desplegar al nord-est per aïllar les forces alemanyes de l'interior de les regions costaneres de Kunene i Kaokoveld; Lukin se'n va anar per la línia ferroviària de Swakopmund cap a Tsumeb; les altres dues columnes van avançar ràpidament cap al flanc dret per la línia del ferrocarril, Myburgh es va dirigir cap a Otavi i Botha cap a Tsumeb. Les forces alemanyes al nord-oest van lliurar la batalla d'Otavi l'1 de juliol, però van ser derrotats i es van rendir a Khorab el 9 de juliol de 1915.
Al sud, Smuts va desembarcar a la base naval alemanya de Luderitzbucht, va avançar cap a l'interior, va capturar Keetmanshoop el 20 de maig, i es van unir amb les dues columnes que havien avançat des de la frontera de Sud-àfrica. Tot seguit, Smuts va avançar cap al nord per la línia ferroviària de Beerxeba i el 26 de maig, després de dos dies de combats, va capturar Gabaon. El 9 de juliol, les forces alemanyes del sud es van rendir.

### La rebel·lió de Maritz, 1914 - 1915
El general Koos de la Rey, sota la influència de Siener van Rensburg, un «vident embogit», va creure que l'esclat de la guerra anunciava el retorn de la república, però el 13 d'agost va ser persuadit per Botha i Smuts per a no rebel·lar-se i el 15 d'agost va dir als seus seguidors que es dispersin.
En un congrés el 26 d'agost, Koos de la Rey va proclamar lleialtat a Sud-àfrica, però no a la Gran Bretanya ni a Alemanya. El comandant general de la Union Defence Force, el general de brigada Christiaan Frederick Beyers, es va oposar a la guerra i, junt amb altres rebels, va renunciar al seu càrrec el 15 de setembre. El general de Koos de la Rey es va unir amb Beyers i el 15 de setembre van visitar el Major Jan Christoffel Greyling Kemp a Potchefstroom, que tenia un gran arsenal i una força de dos mil homes. El govern de Sud-àfrica creia que era un intent d'instigar una rebel·lió, però Beyers va afirmar que era per discutir els plans d'una renúncia simultània dels oficials de l'exèrcit, com va passar despés de l'incident Curragh a la Gran Bretanya.
A la tarda, Koos de la Rey va morir a trets per la policia en un control de carretera creat per buscar la banda de Foster, i molts bòers van creure que Koos de la Rei va ser assassinat. Després del funeral els rebels van condemnar la guerra però quan Botha els va demanar que s'oferissin com a voluntaris per al servei militar a Àfrica sud-occidental Alemanya van acceptar.
El 7 d'octubre, Manie Maritz, al comandament d'unes tropes de la Unió Sud-africana, van travessar la frontera d'Àfrica sud-occidental Alemanya, es va aliar amb els alemanys, va emetre una proclamació en nom d'un govern provisional i va declarar la guerra als britànics el 9 d'octubre. Els generals Beyers, De Wet, Maritz, Kemp i Bezuidenhout serien els primers líders d'una nova República de Sud-àfrica. Maritz va ocupar Keimoes, a la zona d'Upington. Les tropes de Lydenburg, al comandament del general De Wet, va prendre possessió de la ciutat d'Heilbron i van capturar un tren, magatzems del govern i municions.
A final de la setmana, De Wet tenia una força de tres mil homes i Beyers havia reunit al voltant de set mil més a Magaliesberg. El general Botha tenia al voltant de 30.000 soldats a favor del govern. El govern va declarar la llei marcial el 12 d'octubre i els lleials als generals Botha i Smuts van ser els encarregats de reprimir la revolta.
Maritz va ser derrotat el 24 d'octubre i es van refugiar amb els alemanys, les forces de Beyers es va dispersar el 28 d'octubre. Beyers es va unir amb les forces de Kemp, però es va ofegar al riu Vaal el 8 de desembre. De Wet va ser capturat aBtxuanalàndia el 2 de desembre. Kemp, després d'haver creuat el desert de Kalahari, on va perdre tres cents dels seus vuit cents homes i la majoria dels seus cavalls en un recorregut de 1100 km, es va unir amb Maritz a Àfrica sud-occidental Alemanya i va atacar a través del riu Orange el 22 de desembre. Maritz va avançar de nou cap al sud el 13 de gener de 1915, i va atacar Upington el 24 de gener, on la majoria dels rebels es van rendir el 30 de gener. La resta de rebels es van rendir el 4 de febrer de 1915.

### La invasió alemanya d'Angola, 1914 - 1915
La campanya al sud de l'Àfrica Occidental Portuguesa (actualment Angola) va tenir lloc de l'octubre de 1914 fins al juliol de 1915. Les forces portugueses al sud d'Angola van ser reforçades per una expedició militar dirigida pel tinent coronel Alves Roçadas, que va arribar a Moçamedes l'1 d'octubre de 1914.
Després de perdre l'estació de ràdio de Kamina (Togolàndia), les forces alemanyes del sud-oest de l'Àfrica no podien comunicar-se amb facilitat i fins al juliol 1915 els alemanys no van poder saber si Alemanya i Portugal estaven en guerra o no (els alemanys van declarar la guerra a Portugal el 9 de març de 1916).
El 19 d'octubre de 1914, es va produir un incident en el qual quinze alemanys van entrar a Angola sense permís i van ser arrestats a Fort Naulila, i en un combat cos a cos tres alemanys van perdre la vida. El 31 d'octubre, les tropes alemanyes armats amb metralladores van llançar un atac sorpresa, el que es va conèixer com la Massacre Cuangar, a Cuangar, on van matar vuit soldats i un civil.
El 18 de desembre, una força de cinc cents alemanys, sota el comandament del major Víctor Franke, va atacar les forces portugueses a Naulila. Després de resistir valentament, els portuguesos van haver de retirar-se cap a Humbe. Aquí els alemanys van volar el magatzem de municions de Forte Roçadas, i van obligar els portuguesos a retirar-se més al nord, cap a la regió d'Ovambo. L'atac alemany va causar als portuguesos 69 morts, 76 ferits i 79 soldats fets presoners. Els alemanys van perdre 12 soldats morts i 30 ferits.
Els civils locals van recollir les armes dels portuguesos i es van aixecar contra el règim colonial. El 7 de juliol de 1915, les forces portugueses, sota el comandament del general Pereira d'Eça, van tornar a ocupar la regió d'Humbe i van dur a terme un règim de terror contra la població. Els alemanys es van retirar cap al sud durant l'aixecament en Ovambo. Dos dies després, les forces alemanyes de l'Àfrica Sud-occidental es van rendir, posant fi a la campanya.

## Àfrica oriental
La Campanya d'Àfrica Oriental va ser una sèrie de batalles i accions de guerrilla, que es va iniciar a l'Àfrica Oriental Alemanya i que es va estendre a Moçambic, Rhodèsia del Nord, Àfrica Oriental Britànica, Uganda i al Congo belga. La campanya va finalitzar al novembre de 1917.

### La campanya de Somalilàndia, 1900 - 1920
La Campanya de Somalilàndia, anomenada també la «Guerra Anglo-Somalí», va ser una sèrie d'expedicions militars que van tenir lloc entre 1900 i 1920 a la Banya d'Àfrica, que va enfrontar als dervixos encapçalats per Sayid Maxamed Cabdille Xassan (anomenat pels britànics «Mad Mullah» (el mul·là boig), encara que ell ni estava boig ni era mul·là) contra els britànics.
En les seves ofensives, els britànics van rebre el suport dels etíops i dels italians. Durant la Primera Guerra Mundial (1914-1918), Xassan va rebre ajuda dels otomans, alemanys i, durant un temps, de l'emperador Iyasu V d'Etiòpia. El conflicte va finalitzar quan els britànics van fer un bombardeig aeri a la capital dervix de Taleex, al febrer de 1920.

### Operacions militars, 1914 - 1915
Quan va esclatar la guerra, a l'Àfrica Oriental Alemanya hi havia al voltant de 2760 Schutztruppen i 2.319 King's African Rifles a l'est d'Àfrica.

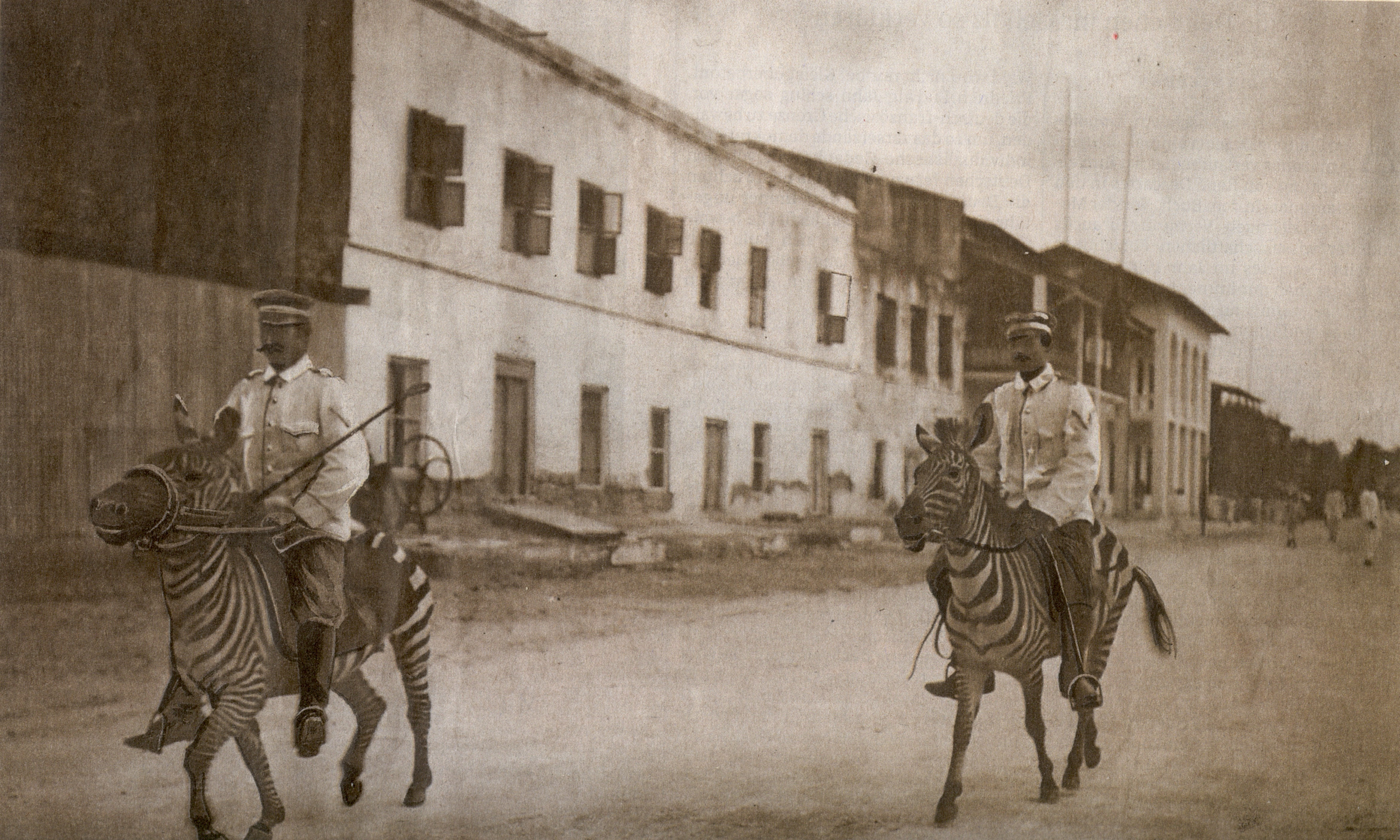
Cavalleria de la Schutztruppe en Àfrica Oriental Alemanya, 1911

El 5 d'agost de 1914, les tropes britàniques del Protectorat d'Uganda van atacar a les posicions d'avantguarda alemanyes prop del Llac Victòria, i el 8 d'agost el HMS Astraea i el HMS Pegasus van bombardejar Dar es Salaam.
El 15 d'agost, les forces alemanyes a la regió Neu Moshi van capturar Taveta, en el costat britànic del Kilimanjaro.
Al setembre, els alemanys van atacar amb més profunditat Àfrica Oriental Britànica i Uganda, i van dur a terme operacions al llac Victòria amb un vaixell alemany armat amb canó QF 1 d'una lliura. Els britànics van armar el Uganda Railway i els vaixells de vapor SS William Mackinnon, SS Kavirondo, SS Winifred i SS Sybil, i van recuperar el control del Llac Victòria.
El comandament britànic va planejar una operació per a eliminar les tropes alemanyes i capturar la regió nord de la colònia alemanya. La Indian Expedicionary Force B, amb vuit mil soldats dividits en dues brigades, desembarcaria a Tanga el 2 de novembre de 1914, capturaria la ciutat i prendria el control de l'estació terminal a l'oceà Índic de la Usambara Railway. A prop del Kilimanjaro, la Indian Expedicionary Force C, amb una brigada de quatre mil homes, avançaria des d'Àfrica Oriental Britànica cap a Neu-Moshi el 3 de novembre, cap a l'oest de l'estació del ferrocarril. Després de capturar Tanga, la Força B es mouria ràpidament cap al nord-oest per a unir-se amb la Força C i netejar els alemanys restants. Encara que els britànics superaven els alemanys 8:1 a Tanga i 4:1 a Longido, la Schutztruppe sota el comandament de Lettow-Vorbeck, va derrotar l'ofensiva britànica. A la British Official History (Història Oficial Britànica), C. Hordern va escriure que l'operació va ser «... un dels fracassos més notables en la història militar britànica».

### La rebel·lió de Chilembwe, 1915
L'aixecament va ser dirigit per John Chilembwe, un ministre d'una secta mil·lenarista cristiana, al districte de Chiradzulual, a Nyasalàndia (actualment Malawi) contra de l'opressió colonial, el treball forçós, la discriminació i de les noves demandes de població causades per l'esclat de Primera Guerra Mundial. Chilembwe va rebutjar la cooperació amb els europeus en la seva guerra, i va defensar la propietat i els drets humans dels africans.
La revolta va començar a la nit del 23 de gener de 1915, quan els rebels van atacar una plantació i van matar tres colons. En un altre atac, durant la matinada del 24 de gener a Blantyre, els rebels van aconseguir diverses armes.
La notícia de la insurrecció va ser rebuda pel govern colonial el 24 de gener, que va mobilitzar les milícies de colons i dues companyies dels King's African Rifles de Karonga. Els soldats i milicians van atacar Mbombwe el 25 de gener, però van ser rebutjats. Més tard, els rebels van atacar una missió cristiana propera i durant la nit van fugir de Mbombwe cap a Àfrica Oriental Portuguesa.
El 26 de gener, les forces governamentals van prendre Mbombwe sense oposició i Chilembwe va ser assassinat per una patrulla de la policia, prop de la frontera amb Àfrica Oriental Portuguesa. En la repressió posterior a la rebel·lió, van morir més de quaranta rebels i tres cents persones van ser empresonades.

### La batalla del delta del Rufiji, 1915
El creuer lleuger SMS Königsberg de la Kaiserliche Marine (armada imperial alemanya) estava aa l'oceà Índic, quan es va declarar la guerra. El SMS Königsberg va enfonsar el creuer HMS Pegasus al port de Zanzíbar i després es va retirar al delta del riu Rufiji.

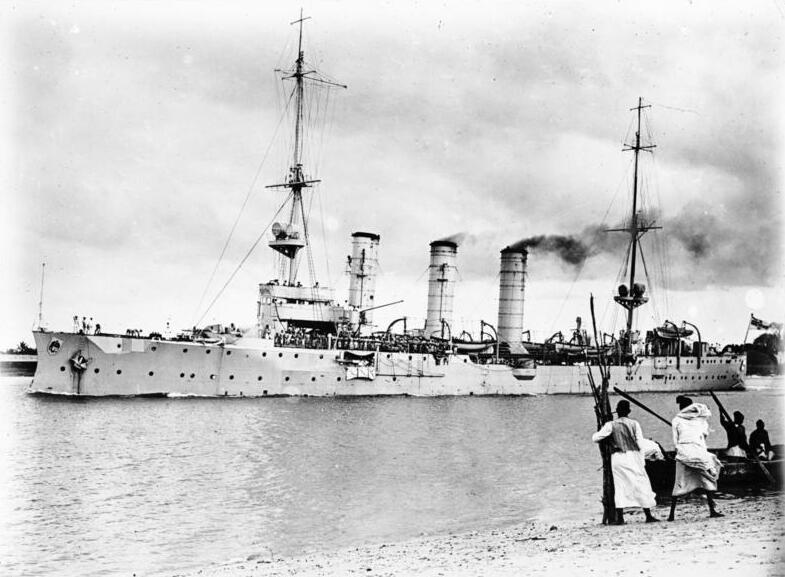
SMS Königsberg

Després de ser acorralat pels vaixells de guerra del British Cape Squadron (esquadra britànica del Cap), els britànics van remolcar dos monitors (HMS Mersey i HMS Severn), armats amb canons de 150 mm, des de Malta fins al delta del Rufiji, que van arribar el juny de 1915.
El 6 de juliol, els monitors, amb una armadura extra afegida i protegits amb el bombardeig de la flota, van entrar al riu, però van ser contraacats amb les armes terrestres amagades entre els arbres i la mala herba. Dos avions de la base de l'illa de Mafia van observar la caiguda de projectils durant un intercanvi de trets en un rang de 10.000 m amb el SMS Königsberg, amb l'assistència d'observadors en terra. El HMS Mersey va ser colpejat dues vegades, van morir sis tripulants van morir i la seva arma principal va ser destruïda. El HMS Severn va poder colpejar al HMS Königsberg diverses vegades, abans que l'avió de detecció tornés a la base. Quan un segon avió va arribar, els dos monitors van reprendre el foc. El foc de resposta alemany disminueix en quantitat i precisió, i a la tarda els vaixells britànics es van retirar.
Els monitors van tornar l'11 de juny, amb la vuitena salva van colpejar el SMS Königsberg i als deu minuts de combat el vaixell alemany només podia respondre amb tres canons. A les 12:52h es va veure una gran explosió i a les 13.46 h es van produir 7 explosions més. A les 14.20 h, el SMS Königsberg estava envoltat de flames. La tripulació del SMS Königsberg van poder salvar el canó principal del vaixell de 1.000 mm i es van unir a la Schutztruppe.

### L'expedició al llac Tanganyika, 1915
Els alemanys havien mantingut el control del llac des de l'esclat de la guerra, amb tres vapors armats i dos vaixells de motor desarmats.

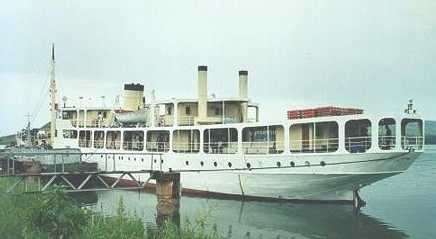
Graf von Götzen, actualment amb el nom de MV Liemba

El 1915, els britànics van transportar en un viatge de 4.800 km per terra, fins a la vora britànica del llac Tanganyika, dos vaixells de motor britànics (HMS Mimi i HMS Toutou), cadascun armat amb un canó de 47 mm i un canó Maxim. El 26 de desembre, els britànics van capturar el vaixell alemany Kingani i li va canviar el nom per HMS Fifi, i junt amb dues naus belgues, sota el comandament del comandant Geoffrey Spicer-Simson, vanatacar i va enfonsar el vaixell alemany Hedwig von Wissmann. El Graf von Götzen i el Wami, un vaixell de motor desarmat, van ser els únics vaixells alemanys que van quedar al llac. Lettow-Vorbeck va fer portar el canó principal del SMS Königsberg, que va ser traslladat per ferrocarril.
Al febrer de 1916, el Wami va ser interceptat, i la tripulació es va dirigir cap a terra i el va cremar.
El Graf von Götzen va ser enfonsat a mitjans de juliol, després que els belgues el bombardegessin amb hidroavions cedits pels britànics abans de les tropes colonials belgues avancesin cap a Kigoma per a capturar-la; el Graf von Götzen va ser reflotat i utilitzat pels britànics.

### Operacions militars, 1916
El general Horace Smith-Dorrien va ser enviat des d'Anglaterra per a prendre el comandament de les operacions a l'est d'Àfrica, però va contreure pneumònia durant el viatge i va ser reemplaçat pel general Jan Smuts.

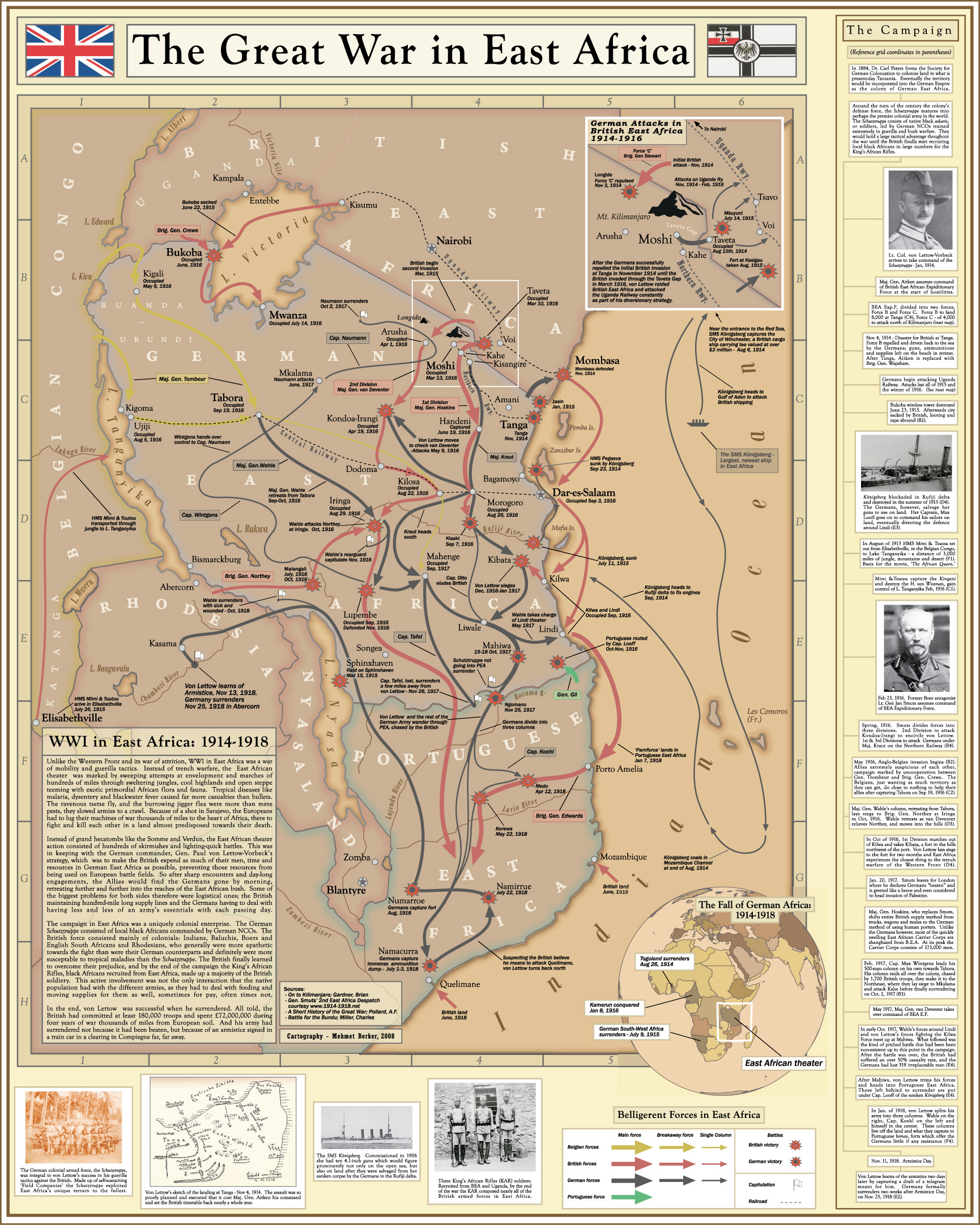
Teatre d'operacions d'Àfrica Oriental en la Primera Guerra Mundial

Els reforços i el reclutament local havia augmentat la força britànica a 13.000 sud-africans britànics i rhodesians, 7.000 soldats indis i africans, i una força de 73.300 homes que incloïa el Carrier Corps de civils africans. Les tropes belgues i un grup més gran però no efectiu d'unitats militars portugueses amb base a Moçambic també estaven disponibles. Abans de 1915, Lettow-Vorbeck havia augmentat la força alemanya fins a 13.800 homes.
L'atac principal es va fer des del nord d'Àfrica Oriental Britànica, mentre les tropes del Congo Belga van avançar des de l'oest en dues columnes, pel llac Victòria amb els vaixells britànics SS Rusinga i SS Usoga, i per la Vall del Rift. Un altre contingent va avançar sobre el llac Nyasa (actualment llac Malawi) des del sud-est. Lettow-Vorbeck va evadir els britànics, que van patir molt per les malalties al llarg de la marxa; la 9th South African Infantry va començar l'operació al febrer amb 1.135 homes, i l'octubre va quedar reduïda a 116 soldats a causa de les malalties. Els alemanys van evitar batalla i al setembre de 1916, el britànics van capturar la línia de ferrocarril de Dar es Salaam fins a Ujiji.
A mesura que les forces alemanyes s'havien concentrat a la part sud d'Àfrica Oriental Alemanya, Smuts va començar a reemplaçar a les tropes índies, sud-africanes i rhodesianes per tropes del King's African Rifles, i el 1917 més de la meitat de l'exèrcit britànic a Àfrica Oriental era africà. El King's African Rifles va ser ampliat i per novembre de 1918 tenia 35.424 homes. Smuts va marxar al gener de 1917 per unir-se al Gabinet de Guerra Imperial de Londres.

### La campanya congo-belga, 1916

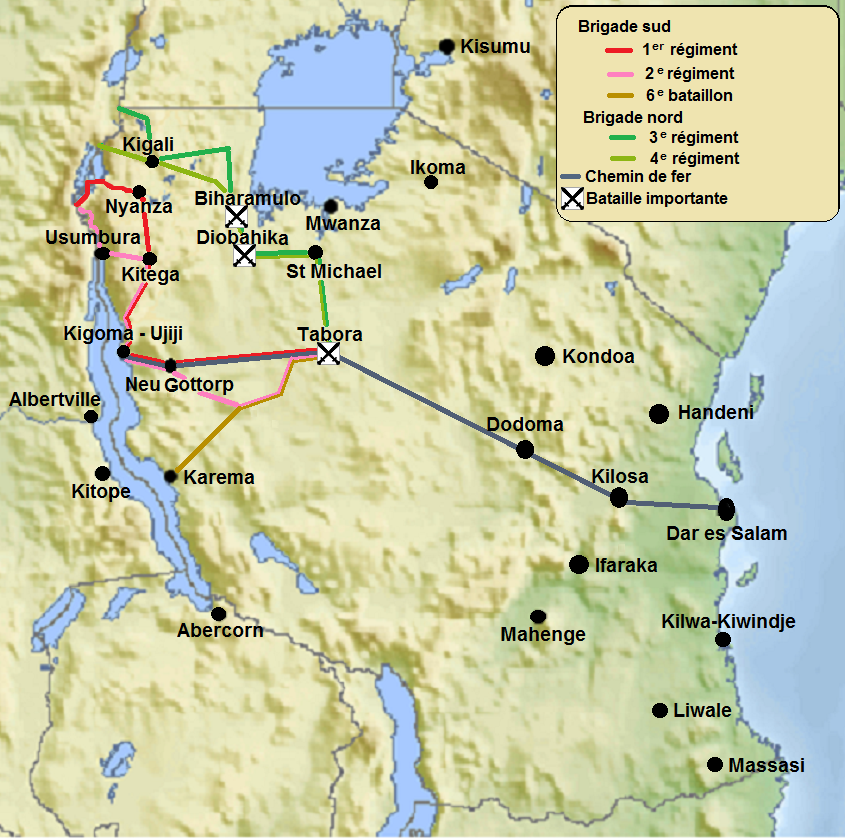
Mapa de la campanya de la Force Publique, 1916

La Force Publique (Força Pública) belga estava formada per 12.417 homes dividits en tres grups, cadascun amb 7.000-8.000 portadors; esperaven viure de la terra, però a collita de 1915 s'havia esgotat i la collita de 1916 encara no havia madurat.
El 5 d'abril, els belgues van oferir un armistici amb els alemanys i després, el 12 d'abril, van començar les hostilitats. La Force Publique va avançar entre Kigali i Nyanza, sota el comandament del general Charles Tombeur, el coronel Molitor i el coronel Olsen, i va capturar Kigali el 6 de maig.
Els alemanys a Burundi van ser obligats a retrocedir, i el 6 de juny els belgues havien ocupat Burundi i Ruanda. Després, la Force Publique i el Lake Force britànic van avançar cap a Tabora, un centre administratiu del centre d'Àfrica Oriental Alemanya. Els aliats es van traslladar en tres columnes i va prendre Biharamulo, Mwanza, Karema, Kigoma i Ujiji. Tabora va ser capturada sense oposició el 19 de setembre.
Per a evitar reclamacions belgues de la colònia alemanya, Smuts va ordenar a les forces belgues que tornessin de nou cap al Congo, deixant-los com ocupants només a Ruanda i Burundi. En 1917, els britànics es van veure obligats a tornar a demanar el suport les tropes belgues, i després d'això els aliats van coordinar els plans de la campanya.

### Operacions militars, 1917 - 1918
El Major-General JL van Deventer va començar una ofensiva al juliol de 1917, que a principis de la tardor havia empès els alemanys 160 km al sud.
Del 15 al 19 d'octubre de 1917, Lettow-Vorbeck i els britànics es van enfrontar en la batalla de Mahiwa, amb 519 baixes alemanyes i 2.700 baixes britàniques. Després que la notícia de la batalla arribés a Alemanya, Lettow-Vorbeck va ser ascendit a Generalmajor.

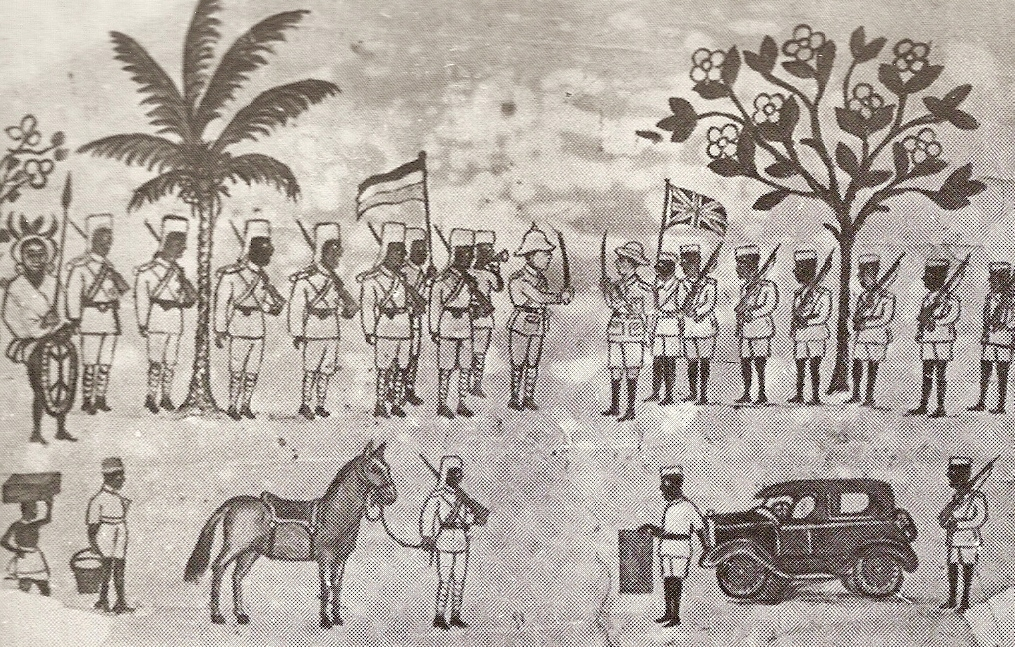
Lettow lliurant les seves tropes en Abercorn, vist per un artista africà

Les unitats britàniques van atacar a la Schutztruppe més al sud i, el 23 de novembre, Lettow-Vorbeck va creuar Àfrica Oriental Portuguesa per a saquejar els subministraments de les guarnicions portugueses. Els alemanys van marxar per Moçambic en caravanes de tropes, vehicles, esposes i fills durant nou mesos. Lettow-Vorbeck va dividir la força en tres grups; un destacament de 1.000 homes, sota el comandament d'Hauptmann Theodor Tafel, es va veure obligat a renunciar després de quedar-se sense menjar i municions, quan Lettow i Tafel desconeixien que estaven només a un dia de marxa de diferència.
Els alemanys van tornar a l'Àfrica Oriental Alemanya i després van creuar a Rhodèsia del Nord a l'agost de 1918.
El 13 de novembre, dos dies després de la signatura de l'armistici en França, l'exèrcit alemany va prendre Kasama sense oposició. L'endemà, al riu Chambezi, es va lliurar a Lettow-Vorbeck un telegrama anunciant la signatura de l'armistici i es va acordar un alto el foc. Lettow-Vorbeck va marxar amb el seu exèrcit cap a Abercorn i el 23 de novembre de 1918 es va rendir formalment.

### La rebel·lió dels Macondes, 1917
Al març de 1917, els Macondes van aconseguir una unitat social i es van rebel·lar contra els colons portuguesos en la província de Zambezia de l'Àfrica Oriental Portuguesa (actualment Moçambic). Van derrotar el règim colonial i 20.000 rebels van assetjar els portuguesos en Tete.
Els britànics es van negar a prestar tropes als portuguesos, però van poder reclutar 10.000-15.000 Ngoni amb la promesa de botí, dones i nens. Mitjançant el terrorisme i l'esclavitud, els portuguesos van anul·lar la rebel·lió abans de final d'any.

## Conseqüències

### Anàlisi
La guerra va marcar la fi de l'imperi colonial alemany; durant la guerra, les potències de l'Entesa es van convertir en els croats del liberalisme i la il·luminació, però van mostrar poca evidència, que va ser vista pels africans. Molts soldats africans van lluitar en ambdós costats, amb una lleialtat cap al professionalisme militar en lloc pel nacionalisme, i els portadors havien estat atrets principalment per la paga o per haver estat coaccionats.
La guerra va marcar el final del període de la Cursa per l'Àfrica; el principal objectiu dels europeus durant la guerra va ser el control i l'annexió dels territoris, i el principal èxit de Lettow-Vorbeck va ser el frustrar algunes de les ambicions dels colons de Sud-àfrica.
En els assentaments de la postguerra, les colònies alemanyes van ser dividides entre Gran Bretanya, Bèlgica, Portugal i Sud-àfrica. Les antigues colònies alemanyes va guanyar la independència durant la dècada del 1960, amb excepció d'Àfrica Sud-occidental (Namíbia), que va obtenir la seva independència de Sud-àfrica el 1990.

### Baixes
A History of the Great War (Història de la Gran Guerra) britànica, FJ Moberly va registrar en les campanyes de Togolàndia i Kamerun 927 baixes britàniques i 906 baixes franceses. Els portadors civils van ser portats de les colònies dels aliats i dels 20.000 portadors, 574 van ser assassinats o van morir de malalties. No hi ha registres dels 10.000-15.000 civils de contractació local. De les tropes franceses i belgues, sota el comandament del General Aymerich, van morir 1.685 soldats pels combats i 117 de malalties.

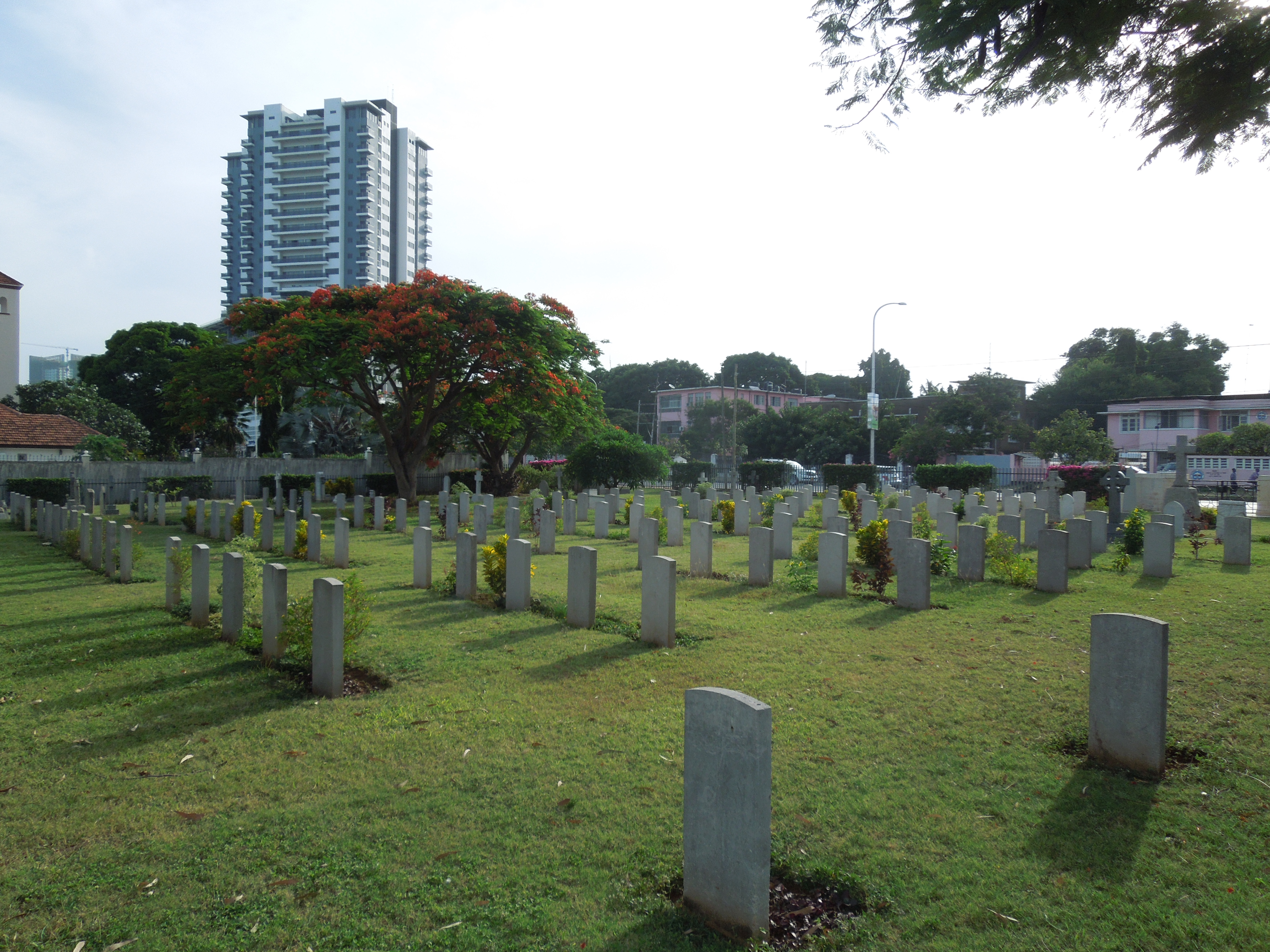
Upanga Road Cemetery en Dar es Salaam, Tanzània

En 2001, Strachan va registrar les pèrdues britàniques en la campanya d'Àfrica Oriental; 3.443 morts en combat, 6.558 de malalties i 90.000 morts entre els portadors africans. Al sud-oest d'Àfrica, Strachan va registrar 113 sud-africans morts en acció i 153 de malaltia o accidents. Les baixes alemanyes van ser 1.188, dels quals 103 van morir i 890 van ser fets presoners. En 2007, Paice va registrar 22.000 baixes britàniques en la Campanya d'Àfrica Oriental, dels quals 11.189 van morir (el 9% de les 126,972 tropes de la campanya). El 1917, el reclutament d'1.000.000 africans com a portadors va despoblar molts districtes i 95.000 portadors van morir, entre ells el 20% del Carrier Corps britànic a l'est d'Àfrica. Un funcionari de la Colonial Office (Oficina Colonial) va escriure que la campanya d'Àfrica Oriental no s'havia convertit només en un escàndol:
A les colònies alemanyes, no hi ha registres de la quantitat de persones reclutades o víctimes es van tenir, en la Història Oficial d'Alemanya, l'escriptor es refereix:
El 1989, Paice va referir a una estimació de 350.000 morts i una taxa de mortalitat de 1:7 persones. Els alemanys poques vegades pagaven als portadors, i finalment robaven els aliments i el bestiar als civils; una fam causada per la consegüent escassetat d'aliments i la falta de pluges el 1917, va donar lloc a 300.000 civils morts a Ruanda, Burundi i Àfrica Oriental Alemanya.
El reclutament forçós de mà d'obra agrícola a l'Àfrica Oriental Britànica i la manca de les pluges a final de 1917 i principi de 1918 va portar la fam, i al setembre la grip espanyola va arribar a l'Àfrica subsahariana. A l'Àfrica Oriental Britànica 160.000-200.000 persones van morir, a Sud-àfrica van haver 250.000-350.000 morts, i l'Àfrica Oriental Alemanya el 10%-20% de la població van morir de fam i malalties; a l'Àfrica subsahariana, 1.500.000-2.000.000 persones van morir per l'epidèmia.